# Greta-Lisa Jäderholm-Snellman
Greta-Lisa Jäderholm-Snellman, född Jäderholm 22 maj 1894 i Helsingfors, död 9 februari 1973 i Alicante i Spanien, var en finländsk formgivare.

## Biografi
Jäderholm-Snellman började 1921 arbeta hos Arabia och Iittala, och var verksam där till 1937 som formgivare av bruks- och prydnadsporslin. Senare ledde hon Arabias avdelning Vackrare vardagsvara. Hon arbetade även vid Sèvresfabrikerna i Frankrike.
Hennes utformning av keramik anslöt nära till traditionella kinesiska keramiker och lånade även stiliserade drag av gammal persisk och egyptisk kultur karakteristisk för 1920- och 1930-talen. Som en balans var de stiliserade designdekorationerna utförda i matta, bruna. grå och gröna nyanser.
Greta-Lisa Jäderholm-Snellman grundade Stiftelsen för konstnärsstaden i Paris.